# Sergio Farina
Sergio Farina (Milano, 22 marzo 1954) è un chitarrista, compositore e arrangiatore italiano noto per la sua attività di turnista e per la sua carriera solista.

## Carriera
È stato tra i chitarristi più impiegati dai principali cantautori e artisti italiani già dagli anni settanta: Fabrizio De André, Paolo Conte, Alice, Mina, che ha accompagnato anche in occasione degli ultimi concerti della cantante nel 1978 a Bussoladomani; Renato Pareti, Vincenzo Spampinato, Marcella Bella, Giangilberto Monti, Giorgio Gaber, Enzo Jannacci, e per essere stato il chitarrista di Donatella Rettore in molti suoi tour.

## Discografia (parziale)

### Solista
- 1974 - Guitars and Boogie Woogie
- 1978 - Apache
- 1979 - Sergio Farina Guitar Rock
- 1980 - Fanciful, Dreamy, Folk & Walking Sound

### Turnista
- 1982 - Raffaella Carrà - Raffaella Carrà 82
- 1973 - Renato Pareti - Dal mio lontano
- 1989 - Pierangelo Bertoli - Sedia elettrica
- 1974 - Bruno Lauzi - Lauzi oggi
- 1976 - Gerry Mulligan / Enrico Intra - Gerry Mulligan meets Enrico Intra
- 1978 - Mina - Mina Live '78
- 1981 - Donatella Rettore - Estasi clamorosa
- 1981 - Giorgio Gaber - Anni affollati
- 1982 - Donatella Rettore - Kamikaze Rock 'n' Roll Suicide
- 1982 - Marcella Bella - Bella
- 1983 - Alice - Falsi allarmi
- 1992 - Mina - Mina canta i Beatles
- 1996 - Mina - Cremona
- 1999 - Enrico Intra - Dissonanza Consonanza
- 1999 - Enzo Jannacci - Quando un musicista ride
- 2002 - Mina - Paradiso